# Paddleball

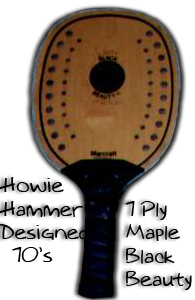
Racchetta da paddleball

Il paddleball è uno sport della racchetta simile a squash e racquetball.

## Descrizione
Questo gioco atletico fu ideato in USA, nazione nella quale è abbastanza popolare. Si praticano due specialità di gioco ossia singolo (1 contro 1) e doppio (2 contro 2).
La regola generale del gioco è che la palla deve colpire il muro senza effettuare più di un rimbalzo consecutivo sul pavimento.
Le palle da gioco sono di solito in gomma e di colore nero, blu e verde. Le racchette con piatto solido erano anticamente fatte in legno, ma sono ora realizzate principalmente in materiali quali carbonio e titanio.
Questo sport ha due varianti chiamate "one wall" ossia "un muro" e "four wall" ossia "quattro muri": solitamente "un muro" viene praticato all'aperto mentre "quattro muri" viene praticato al coperto. Il gioco è praticato specialmente in USA, Canada e Porto Rico; infatti in America è regolamentato dalla American Paddleball Association.

## Storia
Le due forme di gioco iniziarono a essere praticate nello stesso periodo. La variante "un muro" fu ideata a New York mentre quella "quattro muri" fu regolamentata da Earl Riskey nell'università del Michigan nel 1930.